# Betta compuncta
Betta compuncta är en fiskart som beskrevs av Tan och Ng 2006. Betta compuncta ingår i släktet Betta och familjen Osphronemidae. Inga underarter finns listade.